# Zeugandra
Zeugandra es un género de plantas fanerógamas perteneciente a la familia Campanulaceae. Contiene dos especies.

## Taxonomía
El género fue descrito por Peter Hadland Davis y publicado en Hooker's Icones Plantarum 35: 3497. 1950. La especie tipo es: Zeugandra iranica P.H.Davis

## Especies aceptadas
A continuación se brinda un listado de las especies del género Zeugandra aceptadas hasta octubre de 2013, ordenadas alfabéticamente. Para cada una se indica el nombre binomial seguido del autor, abreviado según las convenciones y usos.
- Zeugandra iranica P.H.Davis
- Zeugandra iranshahrii Esfand.